# Waldsaatgans
|  | Dieser Artikel wurde aufgrund von formalen oder inhaltlichen Mängeln in der Qualitätssicherung Biologie zur Verbesserung eingetragen. Dies geschieht, um die Qualität der Biologie-Artikel auf ein akzeptables Niveau zu bringen. Bitte hilf mit, diesen Artikel zu verbessern! Artikel, die nicht signifikant verbessert werden, können gegebenenfalls gelöscht werden. Lies dazu auch die näheren Informationen in den Mindestanforderungen an Biologie-Artikel. |

Die Waldsaatgans (Anser fabalis), auch Saatgans oder Rietgans genannt, ist eine zu den Feldgänsen (Anser) gehörende Echte Gans (Anserini). Sie sieht der Kurzschnabelgans (Anser brachyrhynchus) sehr ähnlich, diese wird heute aber als eigenständige Art betrachtet. In freier Wildbahn lässt sie sich an ihrem zweisilbigen Flugruf erkennen, einem laut trompeteten „kajak, kajak“. Die Art wurde erstmals 1787 durch John Latham beschrieben. In Deutschland findet sie sich ab Ende September in großer Zahl als Wintergast ein.
Die Waldsaatgans ist vor allem im Norden Mitteleuropas ein Durchzügler und Wintergast. Vereinzelte Brutansiedelungen, die möglicherweise von Gefangenschaftsflüchtlingen oder verletzten Wildvögeln ausgehen, gibt es seit 1993 in den Niederlanden.

## Name
Der deutsche Begriff Saatgans hat sich eingebürgert, weil man diese Gans häufig auf Wiesen und Getreidefeldern bei der Nahrungssuche beobachten kann. Die wissenschaftliche Bezeichnung Anser fabalis bedeutet übersetzt Bohnengans. Für diesen Namen sind zwei Erklärungen denkbar. Zum einen können Bohnen zu ihrer Ernährung gehören. Zum anderen befinden sich bei ausgewachsenen Gänsen dieser Art neben der Schnabelwurzel zwei schmale halbmondförmige oder eben auch bohnenförmige kleine weiße Streifen. Mit der Abspaltung der Tundrasaatgans als eigenständiger Art wurde die Artbezeichnung der Anser fabalis von Saatgans zu Waldsaatgans geändert.

## Aussehen
Das Gefieder ist grundsätzlich graubraun, am Hals und dem eckigen Kopf dagegen dunkelbraun. Dies unterscheidet die Waldsaatgans von der Blässgans (Anser albifrons) und der Graugans (Anser anser). Brust und Bauch sind hellbraun, zum Schwanz hin sogar weißlich gefärbt, die Flügel dagegen wieder dunkelbraun. Sowohl an den Flanken als auch an den Außenseiten der Flügel und an der Schwanzspitze finden sich im Gefieder feine weiße Linien.
Der mit gezähnten Seitenkanten versehene Schnabel ist am Ansatz und der Spitze schwarz, dazwischen befindet sich eine je nach Unterart verschieden breite orangefarbene Markierung. Von derselben Farbe sind auch die mit breiten Schwimmhäuten versehenen Füße. Die Augenfarbe ist dunkelbraun.
Die Dunenküken sind olivbraun auf der Körperoberfläche. Die Körperseiten sind grüngelb, die Körperunterseite ist weißlich. Durch das Auge verläuft ein dunkler Streifen. Der Schnabel ist bis zu dem Zeitpunkt, zu dem die Jungvögel flügge werden, dunkelgrau und hat einen hellrosa bis cremefarbenen Nagel. Die Jungtiere haben dagegen ein unauffälliges olivbraunes Tarnkleid aus Dunenfedern mit schwarzen Streifen in der Kopfregion. Füße und Schnabel sind mausgrau.
Die durchschnittliche Größe der Vögel beträgt 65 bis 90 cm bei einer Flügelspannweite von 140 bis 170 cm; vom Aussehen dem Männchen gleichend ist das Weibchen meist etwas kleiner. Ausgewachsene Tiere wiegen etwa 3 bis über 4 kg. Von beringten Saatgänsen weiß man, dass sie in freier Wildbahn über zwanzig Jahre alt werden können.

## Stimme
Die Waldsaatgans ist deutlich weniger ruffreudig als etwa die Graugans oder die Blässgans. Das Triumphgeschrei eines Paares ist betont nasal gackernd und trompetend und klingt wie ein ga gi gig gar gek. Von fliegenden Saatgänsen ist ein gänsetypisch nasaler Ruf zu hören, der wie gaga oder agagag, seltener auch wie käjak oder gock klingt.

## Ernährung

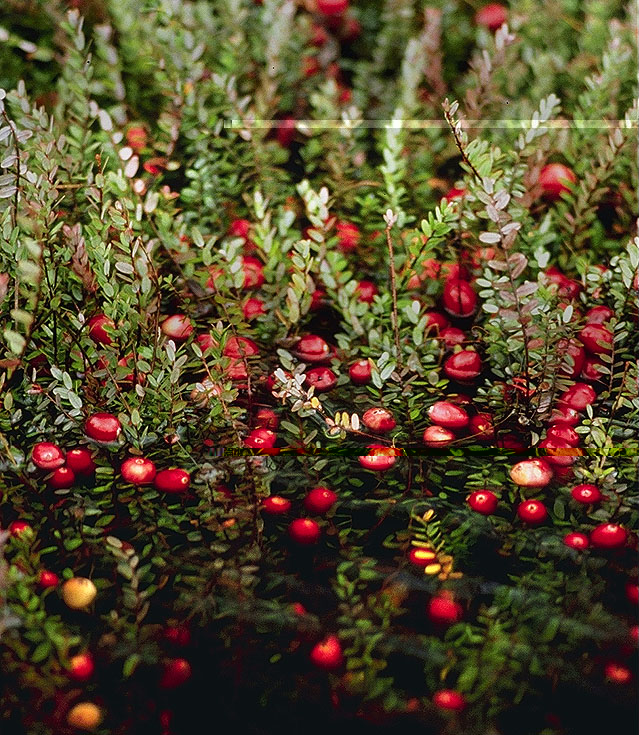
Im Herbst fressen Saatgänse unter anderem Moosbeeren.

Die Nahrung der Saatgänse besteht in ihrem Brutgebiet aus Flechten, Gräsern, Kräutern und Wasserpflanzen, im Herbst auch aus Beeren wie Moos- und Rauschbeeren und Bohnen. Von letzteren rührt auch ihr englischer Name "bean goose" und ihr lateinisches Epitheton fabalis her (lat. faba = Bohne).
In ihren Überwinterungsgebieten fressen sie Wurzeln, insbesondere der Quecke, Kartoffeln und Getreidekörner, Gräser, besonders gerne auch Erntereste von abgeernteten Feldern (insbesondere energiereiche Zuckerrübenschnitzel oder Mais). Saatgänse finden sich auch auf Getreidesaaten ein, wo sie bei Überschreitung des Schwellenwertes von 1500 Gänsetagen pro Hektar Fraßschäden verursachen können.
Die Jungvögel ernähren sich dagegen nicht nur von Blüten und Knospen, sondern auch nicht-vegetarisch von Insekten, Weichtieren, kleinen Krebsen und sogar Fischeiern.

## Lebensraum
In ihren Brutgebieten leben Waldsaatgänse paarweise entweder in der Taiga inmitten von Nadel- und Birkenwäldern, in Mooren und Waldsümpfen, auf Schilfinseln und an ruhigen Gewässern. Brütende Paare finden sich aber auch fernab von Gewässern auf ausgedehnten Schotterfeldern.
In ihren Überwinterungsgebieten leben sie in großen Kolonien und bevorzugen abgeerntete Ackerflächen (insbesondere Zuckerrüben- und Maisfelder), Wiesen und Viehweiden. Sie schlafen gerne auf offenem Wasser, im Winter auch auf Eis, und wandern täglich, zuweilen mehr als zehn Kilometer, zwischen ihren Schlaf- und Weideplätzen hin und her.

## Verbreitung

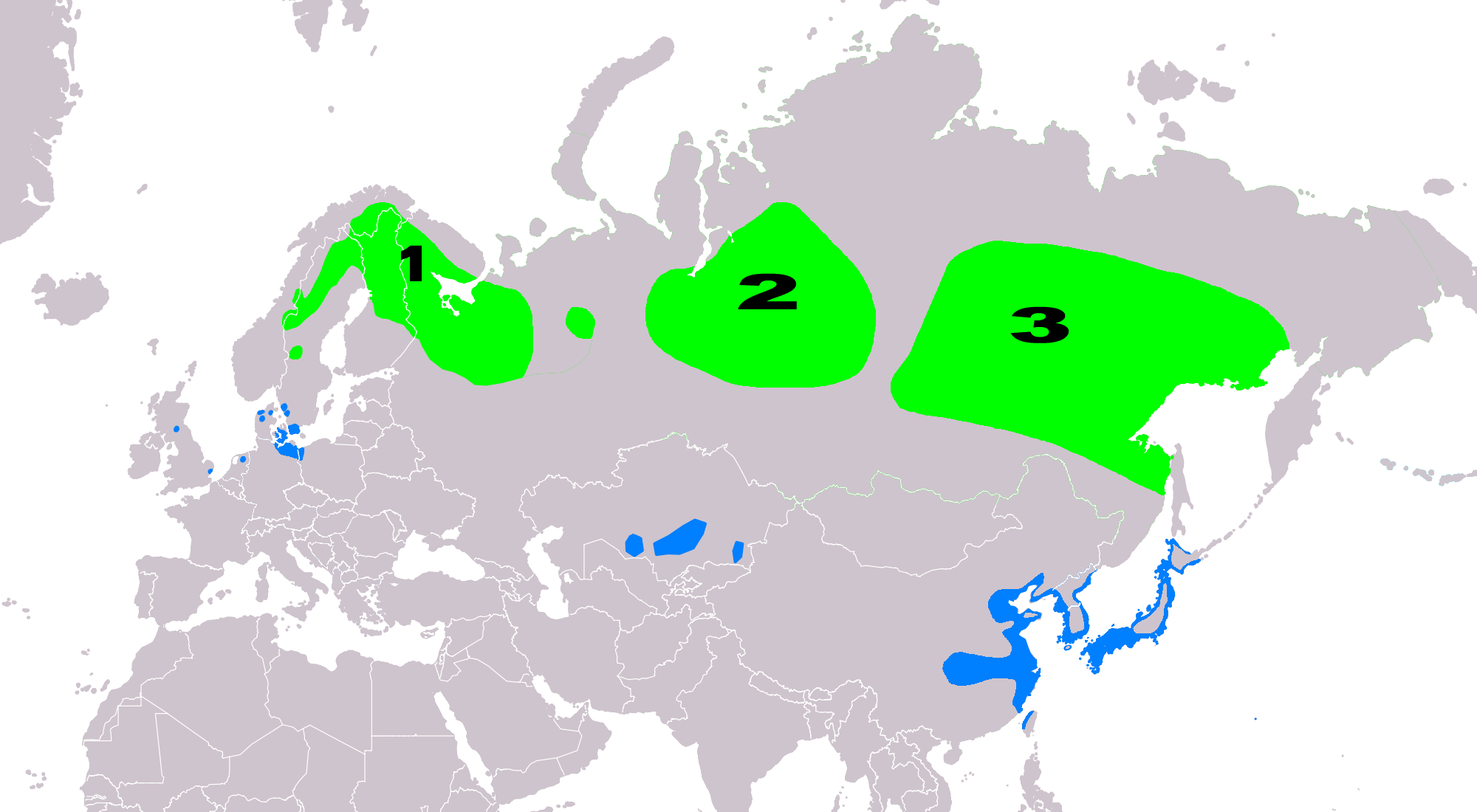
Verbreitung der Waldsaatgans:
Brutgebiete
Überwinterungsgebiete
1. Anser fabalis fabalis
2. Anser fabalis johanseni
3. Anser fabalis middendorffii

Waldsaatgänse sind Zugvögel, die regelrechte Zugtraditionen etabliert haben und je nach Familie immer wieder dieselben Brut- und Überwinterungsgebiete aufsuchen.
Erstere erstrecken sich in der nordischen Taiga von Nordskandinavien im Westen bis nach Ostsibirien im Osten.
Die Wintergebiete sind ausgesprochen vielfältig. Sie umfassen in Mitteleuropa insbesondere Südschweden, Dänemark und die deutsche Ostseeküste, die Norddeutsche Tiefebene mit dem Niederrhein zwischen Wesel und Emmerich am Rhein und die Niederlande, vereinzelt Teile des britischen East Anglia und Südwest-Schottlands, dazu ein alpennahes Gebiet von Westösterreich über die Schweiz bis weit nach Frankreich hinein und weite Regionen im Tiefland der Donau. Bei kalten Wintern zieht es sie auch die Atlantikküste hinab nach Spanien und Portugal, selten sogar bis nach Marokko.
Im Mittelmeergebiet zählen die Französische Riviera und die italienische und kroatische Adriaküste zu ihrem winterlichen Lebensraum, weiter östlich auch die bulgarisch-rumänischen Küstenregionen des Schwarzen Meeres. Ostsibirische Populationen überwintern dagegen in Zentralasien, besonders Iran, oder noch weiter östlich in der Volksrepublik China, Südostasien, Korea und Japan.

## Fortpflanzung

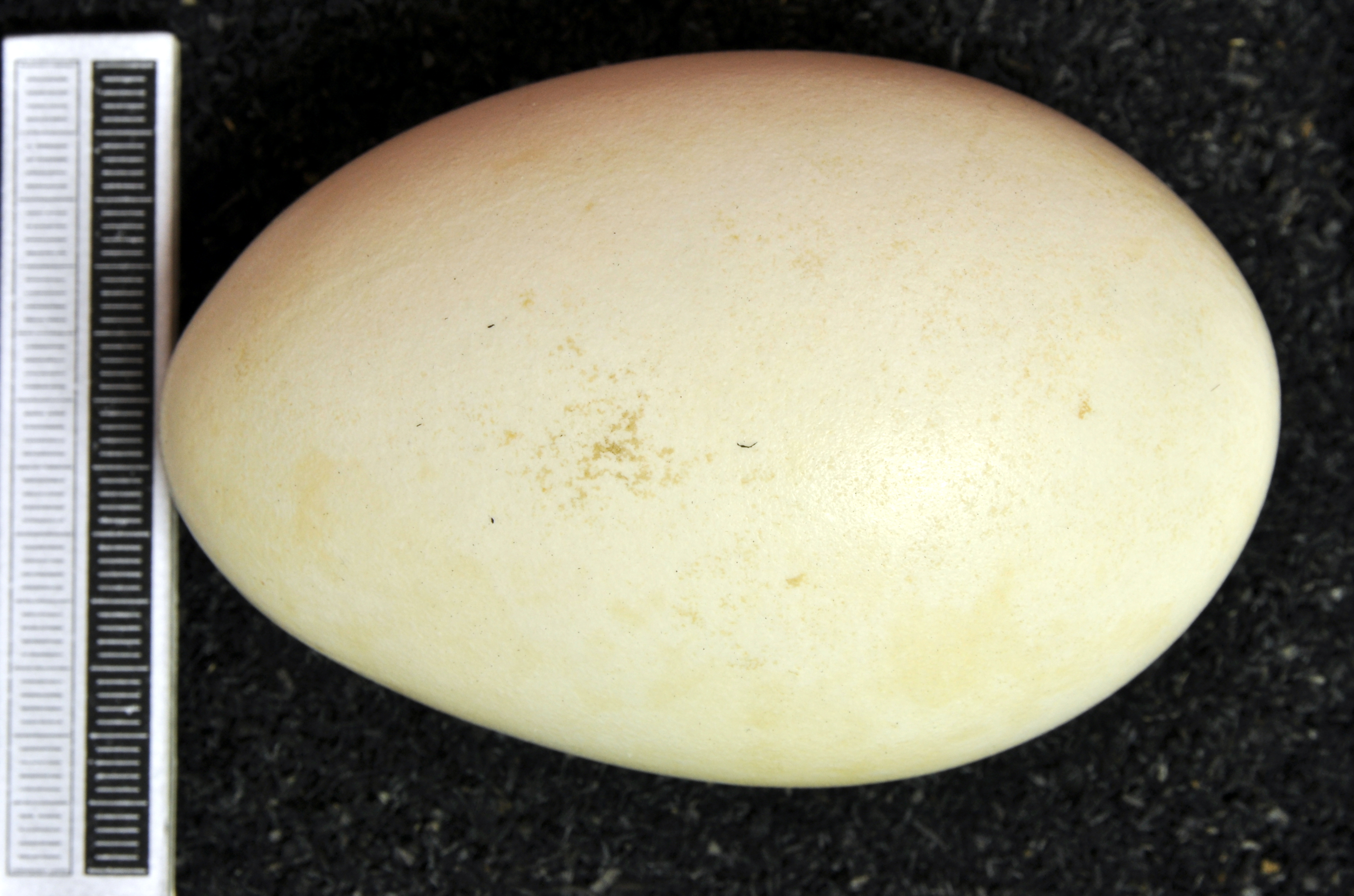
Ei, Sammlung Museum Wiesbaden

Saatgänse suchen sich in ihrem zweiten oder dritten Lebensjahr im Überwinterungsgebiet einen Partner, mit dem sie dann auf Lebenszeit zusammenbleiben.
Etwa gegen März ziehen sie nach Norden und treffen bei den in der Taiga brütenden Vögeln Ende April, bei den Tundra-Brütern dagegen erst Mitte bis Ende Mai in ihrem Brutgebiet ein, das zu diesem Zeitpunkt oft noch von Schnee und Eis bedeckt ist. Die Waldsaatgans gehört damit zu den arktischen Gänsearten, die am frühesten in ihre Brutareale zurückkehren. In der bis zur Schneeschmelze verbleibenden Zeit kommt es zuweilen zu Paarungskämpfen zwischen den Männchen. Die Begattung findet nach einem kurzen Vorspiel, bei der beide Partner ihre Paarungsbereitschaft durch Untertauchen des Halses zu verstehen geben, im Wasser statt. Dazu besteigt das Männchen das Weibchen, das dabei meist im Wasser versinkt. Durch gemeinsames Halsrecken und Flügelschlagen wird das Ritual abgeschlossen.
Das Weibchen baut dann unter Sträuchern und Büschen, im Röhricht oder – bei im Sumpf gelegenem Nistgebiet – auf niedrigen, trocken gelegenen Hügeln das Nest und füttert es mit Grashalmen, Moosen und Flechten, später auch mit seinen Daunenfedern aus. Diese Daunenfedern sind braungrau und haben eine hellere Mitte. Saatgänse ziehen nur ein Gelege pro Jahr groß.
Die Ablage der zwei bis acht, meist aber vier bis sechs gelblichen Eier beginnt in der Taiga Mitte Mai, in der Tundra etwa Mitte Juni; sie werden vom Weibchen erst bebrütet, wenn das letzte Ei gelegt ist, so dass die Jungtiere in zeitlicher Nähe zueinander schlüpfen, in der Tundra nach 25, der Taiga nach etwa 28 bis 29 Tagen. Das Männchen beteiligt sich wie bei allen Echten Gänsen nicht am Brutgeschäft, sondern bewacht Weibchen und Brut. Bei ernster Gefahr ducken sich beide Tiere flach auf den Boden.
Nach ungefähr anderthalb Monaten sind die Jungtiere flügge, zu dieser Zeit haben die Alttiere auch ihre meist im Juli und August stattfindende Mauser hinter sich. Nicht-brütende Tiere unternehmen ab Juni gemeinsame Mauserzüge, beispielsweise zur russischen Nordmeer-Insel Nowaja Semlja, wo sie sich dann in großen Scharen aufhalten. Der Familienverband fliegt dann zusammen mit anderen Gänsen Anfang September zurück ins Winterquartier, wo die Junggänse bis ins nächste Jahr hinein bei ihren Eltern bleiben. Sie werden mit zwei bis drei Jahren selbst brutreif. Der älteste beringte Wildvogel hatte ein Alter von 29 Jahren.
Die Waldsaatgans verpaart sich nicht nur mit Angehörigen der eigenen Art: Von Hybriden mit der Blässgans (Anser albifrons), der Graugans (Anser anser), der Kurzschnabelgans (Anser brachyrhynchus), der Schneegans (Anser caerulescens) und sogar der zu den Meergänsen gehörenden Weißwangengans (Branta leucopsis) wird berichtet.

## Gefährdung
Die Waldsaatgans ist als dritthäufigste Wildgans in ihrer Gesamtheit nicht bedroht, die Bestände in Europa werden auf etwa 200.000 Tiere geschätzt. In der Landwirtschaft verursacht sie durch ihren Verzehr frischen Saatgetreides regional Probleme, in Deutschland gilt sie daher als jagdbares Federwild, das im November und Dezember geschossen werden darf. Angesichts der problematischen Bestandsentwicklung der Waldsaatgans gilt im Bundesland Brandenburg seit 2019 ganzjähriges Jagdverbot auf Saatgänse, im besonders bedeutsamen Mecklenburg-Vorpommern hingegen nach wie vor nicht.
Die Bestände der Middendorffschen Waldsaatgans (Anser fabalis middendorffi), einer Unterart der Waldsaatgans, gilt dagegen durch Bejagung und Lebensraumverlust als gefährdet.

## Systematik und Unterarten
Man unterscheidet drei Unterarten, die sich allerdings in breiten Gebieten überlappen und daher nicht eindeutig gegeneinander abgegrenzt werden können.
- Die Nominatform (Anser fabalis fabalis) hat einen eher schmalen Schnabel, einen langen Hals und ist relativ groß. Sie hat ihr Brutgebiet in der Taiga von Skandinavien bis zum Ural. Charakteristisch für Waldsaatgänse ist ein klar abgegrenztes oranges Band auf dem ansonsten schwarzen Schnabel.[9] Die Waldsaatgans wird alljährlich in geringer Zahl in Deutschland beobachtet. Bei ihr sind Bestandsrückgänge zu verzeichnen, die auch zu einer deutlichen Verkleinerung des Überwinterungsgebietes geführt haben. Die wichtigsten Überwinterungsgebiete für diese Art liegen in Nordostdeutschland, in Schweden und Dänemark.[6]
- die Johansen-Waldsaatgans (Anser fabalis johanseni), brütet in der Taiga und Strauchtundra Sibiriens östlich des Urals bis zum Baikalsee.
- die Middendorffsche Waldsaatgans (Anser fabalis middendorffi), lebt in den Taigagebieten östlich des Baikalsees.

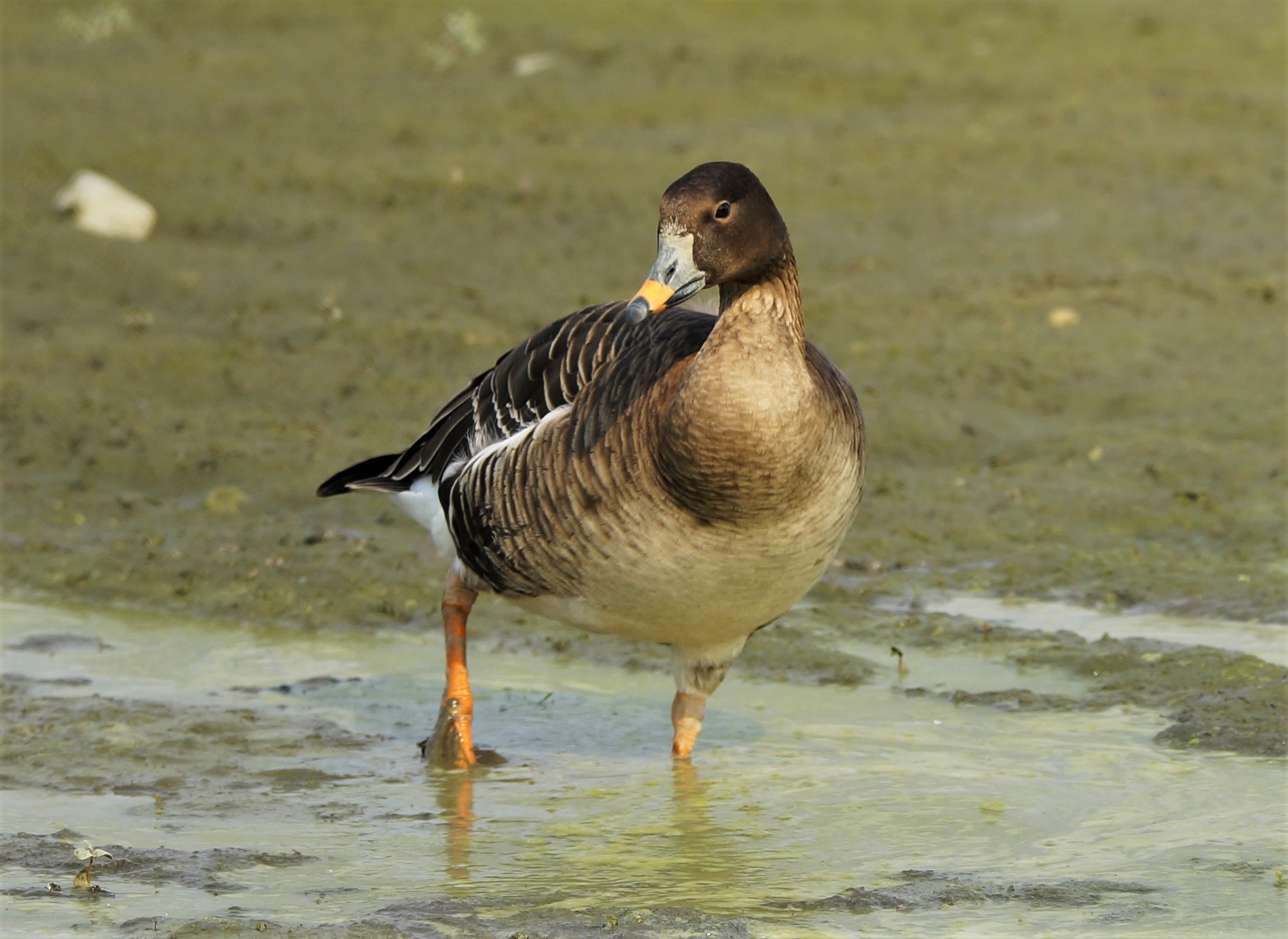
Tundrasaatgans

Zwei weitere, ursprünglich ebenfalls als Unterarten von Anser fabalis betrachtete Formen, bilden heute als Tundrasaatgans (Anser serrirostris) eine eigenständige Art.
- die Nominatform (Anser serrirostris serrirostris), lebt im Sommer in den Tundren Nordostsibiriens vom Flussdelta der Lena bis in die Region um die russische Stadt Anadyr.
- Die gedrungen aussehende Anser serrirostris rossicus (auch als eigentliche Tundrasaatgans bezeichnet) hat einen relativ kurzen Hals und einen dicken kurzen Schnabel. Ihr Gefieder ist auffallend dunkelgrau mit einer braunen Tönung. Zwischen dem dunkelbraunen Kopf und dem graubraunen Hals besteht ein auffälliger Kontrast. Ihre Spannweite beträgt 140 bis 170 Zentimeter. Sie brütet in der Tundra in Nordrussland und Nordwestsibirien von der Kanin- bis zur Taimyr-Halbinsel und ist die häufigere Unterart der Tundrasaatgans.

Da Wald- und Tundrasaatgänse in unterschiedlichen Regionen brüten, ist der Kontakt in den Brutgebieten begrenzt. Inwieweit auch reproduktive Barrieren existieren, ist bislang nicht geklärt. Unterschiede der zwei Arten könnten allein wegen des stark divergierenden Selektionsdrucks in den jeweiligen Brutgebieten aufrechterhalten bleiben, ohne dass eine reproduktive Barriere zwischen den beiden Gruppen besteht. Wald- und Tundrasaatgans trennten sich vor etwa 2,5 Millionen Jahren voneinander, hybridisierten jedoch vor etwa 60.000 Jahren miteinander. Die Schwesterart und damit die nächste Verwandte der Waldsaatgans ist die Kurzschnabelgans (Anser brachyrhynchus), die Tundrasaatgans ist die Schwestergruppe der von beiden gebildete Klade.